# 통진군
통진군(通津郡)은 경기도 북서부에 위치한  옛 행정구역이다. 현재의 김포시 통진읍, 양촌읍, 대곶면, 월곶면, 하성면, 마산동, 구래동 일대로 김포평야 대부분을 포괄한다.

## 유래
통진군은 옛 신라시대 분진현을 중심으로 술성현과 동성현을 합쳐 형성된 통진현에서 유래되었다.
- 분진현(分津縣)은 지금의 김포시 월곶면으로 처음 이름은 평회압(平淮押) 또는 호유압(乎唯押)이다.[1] 분진이라는 이름과의 관계는 불분명하다.
- 동성현(童城縣)은 하성면 지역으로 초기 이름은 동자홀(童子忽),당산(幢山)인데 고구려에 의해 구사파의(仇斯波衣)로 불렸다.[2]
- 수성현(戍城縣)은 지금의 대곶면과 양촌읍 지역으로 처음 이름은 수이홀(首爾忽)이다.[3] 수성은 수이홀의 다른 표기이다.

## 역사
| Daedongyeojido (Gyujanggak) 12-04.jpg | Daedongyeojido (Gyujanggak) 12-03.jpg |
| Daedongyeojido (Gyujanggak) 13-05.jpg | Daedongyeojido (Gyujanggak) 13-04.jpg |

- 백제의 초기영토였다가 광개토왕~장수왕의 남하정책으로 일시 고구려땅이 되었다.
- 757년 신라 경덕왕 16년에 행정제도 개편으로 분진현, 동성현, 수성현으로 개칭된 후 모두 장제군(長堤郡)의 영현이 되었다.
- 940년 고려 태조 23년에 분진현은 통진현으로, 이후 수성현은 수안현(守安縣)으로 개명했다.
- 1391년 공양왕 3년에 통진현이 근처의 수안현과 동성현을 합병하고 감무가 설치되었다.
- 1414년 조선 태종 14년부터 현감을 두고 통진현이 되었다.
- 1694년 숙종20년 도호부(都護府)로 승격되어 통진도호부가 되었다.
- 1895년 음력 윤5월 1일 인천부 통진군으로 개편하였다.[4]
- 1896년 8월 4일 경기도 통진군으로 개편하였다.[5]
- 1912년 7월 17일: 질전면(迭田面)을 월여곶면(月餘串面)에 합면해 월전면으로 하고, 하은면(霞隱面)을 봉성면(奉城面)에 합면해 하성면으로 하였다. 이외에 면 구역과 동리 명칭 변경이 있었다.[6](12면 → 10면)

- 1914년에 일제에 의한 행정폐합으로 양천군과 함께 김포군에 통폐합되었다. 옛 통진군은 4개 면(양촌면, 월곶면, 대곶면, 하성면)으로 재편되었다.[7]

| 도령 제3호                                                       |                      |
| 구 행정구역                                                      | 신 행정구역 (김포군) |
| 군내면(郡內面), 보구곶면(甫口串面), 월전면(月田面)               | 월곶면 (月串面)      |
| 고리곶면(古里串面), 대파면(大坡面), 반이촌면 가현리              | 대곶면 (大串面)      |
| 상곶면(桑串面), 양릉면(陽陵面), 반이촌면(半伊村面) (가현리 제외) | 양촌면 (陽村面)      |
| 하성면, 소이포면(所伊浦面)                                       | 하성면 (霞城面)      |

## 같이 보기
- 김포시